# 脱ディストピア
「脱ディストピア」（だつディストピア）は、PUFFYの33枚目のシングル。2013年5月22日にキューンミュージックから発売された。初回限定盤にはミュージック・ビデオを収録したDVDが同梱。

## 概要
吉村由美の産休によって、2012年夏から活動休止していたPUFFYの復帰シングル。H.I.S.の「自由な旅」CMソングに起用され、PUFFYの二人も出演。CMは2013年2月下旬にタイで撮影され、監督は2人の友人でもある大宮エリーが担当した（ミュージック・ビデオも大宮が担当）。カップリングは「PUFFY COVERS」でも共演したLOW IQ 01から楽曲提供を受けている。
次シングルよりワーナーミュージック・ジャパンへ移籍に伴い、本作がキューンミュージック脱退前、最後のシングルとなった。

## 収録曲
1. 脱ディストピア [4:05]
作詞：PUFFY / 作曲：石原理酉 / 編曲：上田健司
  - H.I.S.「自由な旅」CMソング
2. my journal [3:22]
作詞：大貫亜美 / 作曲・編曲：LOW IQ 01
3. 脱ディストピア -Instrumental- [4:05]
4. my journal -Instrumental- [3:19]